# Delvin Alfonzo
Delvin José Alfonzo Briceño (ur. 4 września 2000 w Ciudad Guayana) – wenezuelski piłkarz występujący na pozycji prawego obrońcy, od 2024 roku zawodnik kolumbijskiego Millonarios.